# 走马镇 (昭平县)
走马乡，是中华人民共和国广西壮族自治区贺州市昭平县下辖的一个乡镇级行政单位。

## 行政区划
走马乡下辖以下地区：
走马村、裕路村、西坪村、东坪村、庇江村、福行村、森冲村、黄胆村、佛丁村、利济村、联安村和庙桠村。